# Queyssac-les-Vignes
Queyssac-les-Vignes este o comună în departamentul Corrèze din centrul Franței. În 2009 avea o populație de 200 de locuitori.

## Evoluția populației
| An        | 1975 | 1982 | 1990 | 1999 | 2006 | 2009 |
| --------- | ---- | ---- | ---- | ---- | ---- | ---- |
| Populație | 222  | 213  | 191  | 180  | 187  | 200  |